# Rezervační smlouva
Rezervační smlouva je smluvním instrumentem při procesu převodu nemovitosti mezi kupujícím a prodávajícím, typicky při prodeji prostřednictvím realitní kanceláře. Rezervační smlouva zajišťuje rezervaci předmětné nemovitosti kupujícímu, tj. definuje dobu, během které nemůže prodávající nabízet předmětnou nemovitost jinému zájemci. V této době si může kupující zkontrolovat faktický i právní stav nemovitosti. Rezervační smlouva se týká i rezervačního poplatku, který může být započítán na úhradu kupní ceny i určen jako smluvní pokuta při nedodržení podmínek rezervační smlouvy. Pokud se převodu nemovitosti neúčastní realitní kancelář, skládá se rezervační poplatek většinou do notářské či advokátní úschovy. Rezervační smlouva předchází kupní smlouvě, může předcházet také smlouvě o smlouvě budoucí.

## Obsah smlouvy
1. Smluvní strany: V úvodu rezervační smlouvy je třeba uvést co nejvíce informací o kupujícím i prodejci. Uvádí se název společnosti, sídlo, IČO, DIČ, jméno, příjmení, adresa, datum narození či rodné číslo.
2. Údaje o nemovitosti: V prvním odstavci rezervační smlouvy je třeba uvést názvy dokumentů, které dokazují vlastnictví prodávajícího a jeho oprávnění předmětnou nemovitost prodat. Zároveň je ze strany prodávajícího třeba dokázat, že se k nemovitosti nevážou žádná břemena, například zástavní právo.
3. Prohlášení zájemce: V druhém odstavci rezervační smlouvy je třeba definovat dobu, ve které nebude prodávající nabízet předmětnou nemovitost jiným subjektům. Kupující by zde měl také potvrdit zájem o koupi.
4. Rezervační poplatek: Ve třetím odstavci by měla být definována výše rezervačního poplatku, způsob a doba jeho uhrazení prodávajícímu ze strany kupujícího. Mělo by být určeno, kdy se rezervační poplatek může stát smluvní pokutou a zda bude poplatek započítán na úhradu kupní ceny.
5. Uzavření kupní smlouvy: Ve čtvrtém odstavci se uvádí, v jakém termínu kupující a prodávající uzavřou smlouvu o smlouvě budoucí, či kupní smlouvu. I zde je možné definovat sankční podmínky.
6. Závěr: V závěrečné části se uvádí doba, na jakou je rezervační smlouva uzavírána a prohlášení, že ji kupující a prodávající uzavřeli ze svobodné vůle. Připojují se podpisy. Prodávající i kupující obdrží originál rezervační smlouvy.[3]